# Polystachya angularis
Polystachya angularis är en orkidéart som beskrevs av Heinrich Gustav Reichenbach. Polystachya angularis ingår i släktet Polystachya och familjen orkidéer.
Artens utbredningsområde är Angola. Inga underarter finns listade i Catalogue of Life.